# Джон Мак-Вортер
Джон Гамільтон Мак-Вортер V (John Hamilton McWhorter V, нар. 6 жовтня 1965) — американський лінгвіст і доцент (асоційований професор) англійської мови та порівняльної літератури в Колумбійському університеті, де він викладає лінгвістику, американські студії, філософію та історію музики. Він є автором низки книг про мову та про расові стосунки, а його статті з'являються у багатьох відомих журналах. Його дослідження спеціалізуються на тому, як виникають креольські мови та як змінюються мовні граматики в результаті соціоісторичних явищ.

## Раннє життя
Народився і виріс у Філадельфії. Його батько Джон Гамільтон Мак-Вортер IV (1927—1996) був адміністратором коледжу, а мати Шелістур Гордон Мак-Вортер (1937—2011) викладала соціальну роботу в університеті Темпл. Він відвідував школу Friends Select у Філадельфії, а після десятого класу був прийнятий до коледжу Саймонс Рок. Пізніше він відвідував Ратґерський університет та отримав ступінь бакалавра французької мови 1985 р. Він отримав ступінь магістра з американських студій в Нью-Йоркському університеті та доктора з лінгвістики 1993 р. у Стенфордському університеті.

## Кар'єра
Після закінчення університету Мак-Вортер був доцентом лінгвістики в Корнелльському університеті з 1993 по 1995 рік, перш ніж зайняти посаду доцента лінгвістики в Каліфорнійському університеті в Берклі з 1995 по 2003 рік. Він залишив цю посаду, щоб стати старшим науковим співробітником Манхеттенського інституту, консервативного аналітичного центру. З 2008 року викладав лінгвістику, американські студії та класи в рамках основної програми навчання в Колумбійському університеті, де на даний час є доцентом кафедри англійської та порівняльної літератури.
Мак-Вортер є автором курсів «Історія людської мови»; «Розуміння лінгвістики: наука про мову»; «Міфи, брехня та напівістина про використання англійської мови»; «Мовні сім'ї світу»; та «Мова від А до Я» у серії «Великі курси», створеній Teaching Company.
Мак-Вортер писав для таких видань як Time, The Wall Street Journal, The Chronicle of Higher Education, The New York Times, The Washington Post, The New Republic, Politico, Forbes, The Chicago Tribune, The New York Daily News, City Journal, The New York Sun, The New Yorker, The Root, The New York Daily News, The Daily Beast та CNN; він також є редактором журналу The Atlantic і веде подкаст «Lexicon Valley» журналу Slate. Він працював редактором у The New Republic з 2001 по 2014 рік.
Мак-Вортер також опублікував низку книг з мовознавства та расових відносин, з яких найбільш відомими є «Power of Babel: A Natural History of Language», «Our Magnificent Bastard Tongue: The Untold History of English», «Doing Our Own Thing: The Degradation of Language and Music and Why You Should, Like, Care», та «Losing the Race: Self-Sabotage in Black America».
Мак-Вортер регулярно виступає на радіо та телебаченні на теми, пов'язані з його інтересами та дослідженнями. Він часто дає інтерв'ю на National Public Radio, бере участь у роботі Bloggingheads.tv, включаючи більше десяти років дискусій з Гленном Лурі. Він двічі виступав у «Penn&Teller: Bullshit!», одного разу в епізоді про ненормативну лексику у своїй ролі як професор лінгвістики, і вдруге в епізоді про сплату репарацій за рабство — з огляду на його політичні погляди та знання расових відносин. Він виступав на TED (2013, 2016), з'являвся у шоу The Colbert Report та Real Time з Біллом Махером і у програмі MSNBC «Up with Chris Hayes».

## Мовознавство
Велика частина академічної роботи Мак-Вортера стосується креолів та їхніх стосунків з іншими мовами, часто зосереджуючись на сарамакській, сурінамській креольській мові. Його робота розширилася до загального дослідження впливу на мову набуття другої мови. Він стверджує, що мови природно тяжіють до складності та нерегулярності, тенденції, яку змінюють на зворотню лише дорослі, що оволодівають цією мовою, а формування креолів є просто надзвичайним прикладом останнього. Як приклади він наводить англійську, мандаринську китайську, перську, сучасні розмовні різновиди арабської, суахілі та індонезійської. Він виклав свої ідеї в академічному форматі у працях «Language Interrupted» та «Linguistic Simplicity and Complexity», а також для широкого загалу у праці «What Language Is and Our Magnificent Bastard Tongue». Деякі інші лінгвісти припускають, що його уявлення про простоту та складність є імпресіоністичними та ґрунтуються на порівнянні з європейськими мовами, і вказують на винятки зі зв'язку, який він пропонує.
Мак-Вортер є гучним критиком гіпотези Сепіра — Ворфа. У праці «The Language Hoax» він викладає свою протидію думці, що «мовні канали думали».
Мак-Вортер також був прихильником теорії про те, що різні мови на острові Флорес зазнали трансформації через агресивні міграції з сусіднього острова Сулавесі, і він приєднався до інших вчених, які стверджують, що англійська мова зазнала впливу кельтських мов, якими розмовляло корінне населення острова, а після цього з нею стикнулися германські переселенці до Британії. Він також написав різні статті для ЗМІ, які стверджують, що розмовні конструкції англійської мови, такі як сучасне вживання «like» та «totally» та інший нестандартний сленг, слід розглядати як альтернативні варіанти англійської мови, а не деградуючі.
У січні 2017 року Мак-Вортер був одним із доповідачів на інавгураційній публічній лекції про мову Лінгвістичного товариства Америки.

## Соціально-політичні погляди
Мак-Вортер характеризує себе як «незадоволений ліберал-демократ». На підтримку цього опису він заявляє, що, хоча він «стійко не погоджується з багатьма положеннями ортодоксального Руху за громадянські права», він також «підтримує Барака Обаму, ганьбить Війну з наркоманією, підтримує гей-шлюби, ніколи не голосував за Джорджа Буша і пише про англійську мову чорного населення як зв'язне мовлення». Мак-Вортер додатково зазначає, що консервативний Манхеттенський інститут, в якому він працював, «завжди був гостинним до демократів». Мак-Вортер критикував, зокрема, лівих та педагогів-активістів, таких як Пауло Фрейре та Джонатан Козол. Він вважає, що позитивні дії повинні базуватися на класі, а не на расі. Політичний теоретик Марк Сатін визначає Мак-Вортера як радикального центристського мислителя. Мак-Вортер — атеїст.

### Погляди на расизм
У статті 2001 року Мак-Вортер писав, що темношкірих людей стримують їх власні установки, а не білий расизм. За словами Мак-Вортера, «віктимологія, сепаратизм та антиінтелектуалізм лежать в основі реакції загальної темношкірої спільноти на всі питання, пов'язані з расою», і «настав час доброзичливим білим припинити вибачати як „зрозуміле“ найгірше з людської натури, коли його роблять темношкірі».
У квітні 2015 року Мак-Вортер виступив на NPR і сказав, що вживання слова «бандит» («thug») стає кодовим для «слова на N» або «темношкірих людей, що руйнують речі» при використанні білими використовують у посиланні на злочинну діяльність. Він додав, що використання цього слова президентом Обамою та колишнім мером Балтімора Стефані Роулінгс-Блейк (за що згодом вона вибачилася) не можна тлумачити однаково, враховуючи, що використання темношкірою громадою слова «бандит» може означати позитивне захоплення саморозвитком і виживанням темношкірої людини. Мак-Вортер пояснив свої погляди у статті в Washington Post .
Мак-Вортер наводив доводи на користь тези про те, що антирасизм став настільки ж шкідливим у США, як і сам расизм. Він також описав антирасизм як «релігійний рух» ще в грудні 2018 року.
Мак-Вортер критикував концепцію мікроагресії як те, що він вважає надмірно випадковим поєднанням расової упередженості з перевагою білих і він стверджував, що алгоритм програмного забезпечення самі по собі не можуть бути расистськими, оскільки бракують наміру, який є у людей. Крім того, він стверджував, що якщо інженери-люди, що стоять за технологічним продуктом, не мають на меті дискримінацію темношкірих людей, будь-яке ненавмисне упередження слід розглядати як помилку програмного забезпечення, яку потрібно виправити («перешкода на шляху досягнення»), а не як проблему расизму.
Мак-Вортер розкритикував книгу 2018 року «White Fragility» («Уразливість білих») після суттєвого росту її продажів під час протестів через убивство Джорджа Флойда, які розпочались у травні 2020 року, аргументуючи це тим, що вона «відкрито інфантилізувала темношкірих» і «просто дегуманізувала нас», і "не вважає за доцільне розглядати, чому весь цей агонізуючий пошук у душі [залишкового расизму білих людей] необхідний для формування змін у суспільстві. Можна запитати, як люди можуть бути готовими до змін, коли їх навчають, що майже все, що вони говорять або думають, є расистським і, таким чином, протилежним добру "

## Відеокліпи
- Розмовний стиль Дональда Трампа є 'дивно підлітковим' [Архівовано 17 травня 2021 у Wayback Machine.] — MSNBC
- Чи є ельфійська, клінгонська, дотракі та мова наві справжніми мовами? [Архівовано 17 травня 2021 у Wayback Machine.] — TED-Ed
- 4 причини вивчити нову мову [Архівовано 23 травня 2021 у Wayback Machine.] — TED
- Критичний погляд на Проект 1619 [Архівовано 16 травня 2021 у Wayback Machine.] — The Glenn Show
- Лайка, антирасизм та чому ‘нам потрібно перестати боятися’ [Архівовано 16 травня 2021 у Wayback Machine.] — Rational TV